# Društveni centar Karlo Rojc u Puli
Društveni centar Rojc, kolokvijalno Rojc, nalazi se u Puli u kompleksu koji je do 1991. služio kao vojarna JNA (naziv je dobila po narodnom heroju Karlu Rojcu), da bi ubrzo postala squat, a danas kulturni/društveni centar. Zgradu koriste razna udruženja i glazbene grupe, a klubovi su često mjesto okupljanja pulskih studenata, mladih, umjetnika/kreativaca ili pak ljubitelja alternativne glazbe.
Bivša vojarna Karlo Rojc je najveći i najdugovječniji squat u Hrvatskoj. Postoji od 1991. kada je JNA napustila grad, a prostor prvo koriste izbjeglice i prognanici (većinom iz BIH), a 1997. ga polako počinju naseljavati raznolike skupine bendova, aktivista, umjetnika, manjina, udruga i pojedinaca koji tu nalaze mjesto za rad, organiziranje, hakiranje – ukratko, autonomno područje za proizvodnju vlastite kulture. Danas je Rojc multikulturalni društveni centar kojim u suradnji s vlasnikom zgrade, Gradom Pulom, autonomno upravljaju njegovi korisnici i u kojem se nalazi preko 100 organizacija. Među njima su i Monteparadiso, Metamedij, Udruga igrača bilijara, Udruga hrvatskih veterana Domovinskog rata, Udruga Bošnjaka branitelja, udruženja Srba, Makedonaca, Roma, Mađara, aerobik, ritmička gimnastika, borilačke vještine (karate, itd.), joga, kazalište INat, Zelena Istra, invalidi, plesači Zaro, izviđači (O.I.Istra, O.I.P.Uljanik)... Imaju i haklab u kom koriste isključivo GNU/Linux i slobodan softver. U manifestu "Rojca" stoji da se oni protive bilo kakvom obliku nacionalizma, seksizma, homofobije i nasilja, a zalažu se za solidarno društvo bez privilegiranih i diskriminiranih.
Prostor se nalazi u centru Pule, u ulici Gajeva 3, a površine je oko 20.000 kvadratnih metara, zajedno s pet hektara okolnog zemljišta. Do sada je više od 4.000 kvadratnih metara hodnika volonterski oslikalo 60-ak umjetnika, tako da "Rojc" sve više nalikuje galeriji.
Rojc, uz mnoge strance i namjernike, posjećuju i mladi i sve druge dobne skupine Pule. Svake godine mjesto je održavanja festivala punk glazbe, dok su manji koncerti česti i tijekom cijele godine.

## Povijest zgrade Karla Rojca
- 1849. - danski admiral austrogarske ratne mornarice Hans Birch Dahlerup odabrao je Pulu kao bazu za austrougarsku mornaricu
- 1866. – 1870. period gradnje kompleksa
- 1870. – 1918. pomorska škola austrougarske mornarice K.u.K. Marine Maschinenschule
- 1918. – 1938. pomorska škola talijanske mornarice
- 1938. – 1945. vojarna talijanske vojske za vrijeme Mussolinija
- 1947. – 1972. pomorska škola jugoslavenske ratne mornarice
- 1973. – 1990. vojarna jugoslavenske ratne mornarice
- 1991. – 1997. izbjeglički kamp
- 1998. do danas društveni centar

## Vanjske poveznice
- Rojcnet - portal za stanovnike Rojca i njihove goste
- Monteparadiso
- Monteparadiso haklab
- O Društvenom centru Rojc na stranicama Grada Pule  Arhivirana inačica izvorne stranice od 27. veljače 2014. (Wayback Machine)